# 呂勝
呂勝（？—前175年），汉初军事人物，垓下之战中追殺項羽，項羽自剄而死之後，和王翳、楊喜、楊武、呂馬童等將領把項羽分屍。呂勝以奪得屍塊之功勞，封为涅陽侯，食邑一千五百户，在位二十五年去世，谥号嚴。

## 生平
漢王二年（前206年）或三年（前205年）時，以骑士的身份追随漢王刘邦出关。。

### 垓下之战
项羽兵败至乌江。项羽看见漢騎兵司馬吕马童，说：“这不是我的老朋友麼？”吕马童看了項羽，指著項羽，向王翳说，“这就是项羽。”項羽對呂馬童說：「聽說漢王劉邦用千金的價格、萬戶侯的地位懸賞我的人頭，我就做個人情給你罷！」於是項羽自剄而死。
項羽一死，漢軍將士爭奪項羽的屍體互相杀戮的有数十人，最後王翳爭得項羽的頭，呂馬童與郎中騎將楊喜、郎中呂勝、楊武各自得到項羽的肢體，因此劉邦把原定封地分成五份，封呂馬童為「中水侯」，王翳為「杜衍侯」，楊喜為「赤泉侯」，楊武為「吳房侯」，呂勝為「涅陽侯」。